# Вовси, Аркадий Григорьевич
Аркадий Григорьевич Вовси (1900—1971) — советский актёр театра и кино, театральный режиссёр и педагог. Народный артист РСФСР (1962).

## Биография
Аркадий Вовси родился в Риге 1 мая 1900 года (по другим данным, в 1899 году) в семье сортировщика древесины Гершона Лейбовича Вовси, уроженца Двинска, и Мушки Розенфельд, которые заключили брак в Риге в 1898 году.
Учился в студии М. А. Чехова. По окончании в 1926 году ГИТИСа играл на сцене театра в Замоскворечье. В 1930 году перешёл во МХАТ 2-й. В 1936—1938 и в 1954—1955 работал в театре им. Моссовета. С 1938 года состоял в труппе театра имени Ленинского комсомола, сыграл на сцене этого театра немало ролей.
В творчестве Аркадия Вовси сочетались точная характерность образа, мягкий лиризм и тонкий юмор с оттенком печали. Он умело раскрывал внутренний мир человека.
Аркадий Григорьевич работал и как режиссёр постановщик, он ставил спектакли на сцене театра имени Ленинского комсомола и в Московском ТЮЗе. С 1937 года преподавал в ГИТИСе, с 1959 года — доцент.
А. Г. Вовси умер 29 июня 1971 года. Похоронен в Москве на Ваганьковском кладбище (13 уч.).

## Признание и награды
- заслуженный артист РСФСР (1947)[2]
- заслуженный артист Узбекской ССР (1943) [4]
- народный артист РСФСР (26.7.1962)
- орден «Знак Почёта» (15.02.1948)[5]
- медали

## Творчество

### Роли в театре

#### МХАТ 2-й
- «Испанский священник» Дж. Флетчера — Диего[1]
- «Часовщик и курица» И. А. Кочерги — Диего

#### Театр имени Моссовета
- «Кто смеётся последним» К. Крапивы — Горлохватский

#### Театр имени Ленинского комсомола
- 1939 — «Мой сын» А. Гергеля и Литовского — Ковач
- 1944 — «Так и будет» К. М. Симонова — Фёдор Алексеевич Воронцов
- «Братья Ершовы» В. А. Кочетова — Крутилич
- «История одной любви» К. М. Симонова — Голубь
- «Под каштанами Праги» К. М. Симонова — Богуслав Тихий
- «Первая симфония» А. К. Гладкова — Тугаринов
- «Хлеб и розы» А. Д. Салынского — Охапкин
- «Цветы жизни» Н. Ф. Погодина — Максим
- «104 страницы про любовь» Э. С. Радзинского — Отчим Евдокимова
- «Снимается кино…» Э. С. Радзинского — Фекин
- «Конец Хитрова рынка» по А. А. Безуглову и Ю. М. Кларову — Барон
- «Беспокойная старость» Л. Н. Рахманова — Полежаев

### Постановки в театре
- 1945 — «Школьные товарищи» Б. С. Ласкина (Театр им. Ленинского комсомола)[1]
- 1946 — «Наследники» А. Я. Бруштейн и А. В. Успенского (МТЮЗ)

### Роли в кино
- 1956 — Бессмертный гарнизон — извозчик
- 1959 — Золотой эшелон — эпизод
- 1959 — Первый день мира — Борис Матвеевич, хирург
- 1963 — Знакомьтесь, Балуев! — весёлый трассовик
- 1967 — Хроника пикирующего бомбардировщика — дедушка Гуревича
- 1970 — Эксперимент
- 1970 — Расплата — хирург

### Озвучивание
- 1955 — Встретимся на стадионе — старик-отец
- 1960 — Привидения в замке Шпессарт — дядя Эрнст Август
- 1961 — Два господина N — Казимеж Дзеванович
- 1966 — Нагая пастушка — профессор